# Aeroportul Easton State
Aeroportul Easton State (IATA: ESW, ICAO: KESW, FAA LID: ESW) este un aeroport din Washington, Statele Unite ale Americii ce deservește zona Easton⁠(d). A fost numit după zona deservită.
Situat la o altitudine de 678 m, aeroportul dispune de 1 pistă.

## Infrastructură

### Piste
Aeroportul dispune de o singură pistă. Pista 09/27 are suprafața de Iarbă și dimensiunile 2.640 picioare × 100 picioare. 